# Gustaf Hjort (bildhuggare)
Gustaf Fredrik Rudolf Bernhard Hjort, född 18 april 1872 i Röddinge i Malmöhus län, död 24 februari 1907 i Göteborg, var en svensk ornamentbildhuggare.
Hjort studerade bildhuggning för Gotthold Riegelmann i Berlin 1895 och etablerade efter studierna en egen ornamentateljé i Göteborg 1900. Han har utfört ett stort antal dekorativa skulptur och stuckarbeten i privata och offentliga byggnader i Göteborgstrakten. 